# Svinia
Svinia (ungerska: Szinye) är en by i östra Slovakien belägen väster om staden Prešov. Byn har en befolkning på strax över 1 300 personer. Byn är uppdelad i två delar, en del där etniska slovaker är bosatta samt en del där en romsk befolkningsgrupp bor i ett slumartat område.
Denna etniska uppdelning har från början av 1990-talet uppmärksammats och medfört att byn blivit ett slags studieobjekt för främst kanadensiska antropologer och sociologer. Det som intresserat är det totala utanförskap och den fattigdom som den romska befolkningen befinner sig i mitt i ett europeiskt i-land.
Minoritetsreportern Karl-Markus Gauss beskriver i sin bok Hundätarna i Svinia en kultur där det en gång fanns utrymme att dra sig fram på enkla hantverk och småskaligt jordbruk, men där man i det moderna samhället är chanslös utan utbildning och fast anställning. Den som med stora ansträngningar inordnar sig i systemet tvingas överge sin identitet och ursprung och ses ofta som förrädare av den egna gruppen.
En dokumentärfilm om romerna i Svinia hade premiär 1999: The Gypsies of Svinia (National Filmboard of Canada).